# La Roda Club de Fútbol
La Roda Club de Fútbol es un equipo de fútbol español del municipio de La Roda (Albacete), en la comunidad autónoma de Castilla-La Mancha, y que actualmente compite en la Primera Autonómica Preferente de Castilla-La Mancha. Los colores que identifican al club son el rojo y el azul, que aparecen en su uniforme titular desde su fundación. Desde 2002 juega como local en el Campo de Deportes Municipal de La Roda, de propiedad municipal, y con capacidad para 3000 espectadores. Fue refundado en 1996 como Sporting La Roda, y cuenta en su palmarés con un trofeo de campeón de Tercera División Grupo XVIII 2009/10.

## Historia
La Roda C. F. fue refundado en 1996 con el nombre de Sporting La Roda y comenzó disputando la Segunda Regional de Castilla-La Mancha, proclamándose subcampeón de su grupo.
En la temporada 1999-00 adopta su actual nombre. Quedando, esa misma temporada, campeón de su grupo de la Segunda Regional de Castilla-La Mancha, en la siguiente temporada (2000-01) vuelve a ganar el campeonato de su grupo de la Primera Regional de Castilla-La Mancha, ascendiendo a Tercera División de España.
En la temporada 2003-04 disputó por primera vez la fase de ascenso a Segunda División B. Superó en la primera ronda al Granada C. F. y cayó en la final frente al C. D. Díter Zafra. 
En la temporada 2009-10, La Roda C.F. se proclamó vencedor por primera vez en su historia del grupo XVIII de Tercera División. Volvió a disputar la fase de ascenso y fue eliminado por el Coruxo Fútbol Club.
Como campeón de Tercera División en la temporada anterior, disputó por primera en su historia una eliminatoria de la Copa del Rey de Fútbol. Fue eliminado en primera ronda por el Club Deportivo Alcalá.
En la temporada 2010-11 acabó en 3.ª posición. Disputó la promoción de ascenso a Segunda División B y lo consiguió tras eliminar consecutivamente a U. P. Langreo, C. F. Pozuelo de Alarcón y San Fernando C. D.
En la temporada 2011-12 acabó en 9.ª posición del grupo IV de Segunda División B, manteniendo la categoría. También se clasificó para la Copa del Rey de 2012-13.

## Afición
La Roda CF contó con unos 3.270 abonados aproximadamente para la temporada 2015/2016. Durante los últimos años, debido a las buenas campañas que ha conseguido el conjunto rojillo, ha podido ver crecer su masa social, especialmente desde la temporada 2003/2004 tras el debut en la fase de ascenso y la consiguiente eliminación del Granada CF. 
Cuenta con varias peñas (como la Peña Patuso) y ha tenido varios grupos de animación como fueron los Supporter Rodenses, "Rebel Kids" (2006-2012) Hinchas antifascistas o Furia Rojilla.

## Temporadas

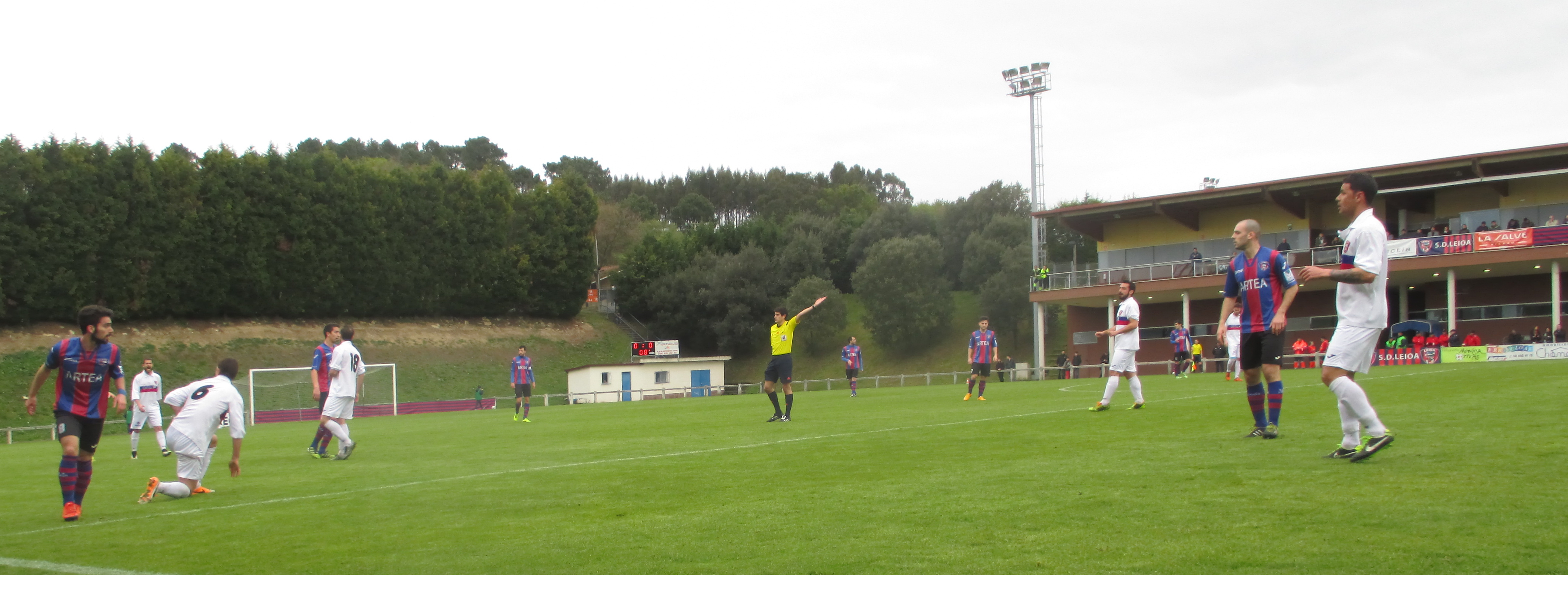
Partido de Segunda B en 2016 ante la Sociedad Deportiva Leioa.

- Temporadas en 1.ª: 0
- Temporadas en 2.ª: 0
- Temporadas en 2ªB: 6
- Temporadas en 3.ª: 10

## Palmarés

### Campeonatos nacionales
- Tercera División de España (1): 2009-10 (Grupo XVIII).[4]

### Campeonatos regionales
- Primera Regional de Castilla-La Mancha (1): 2000-01 (Grupo 1) (como La Roda Caja Rural C. F.).[5]
- Segunda Regional de Castilla-La Mancha (1): 1999-00 (Grupo 1) (como La Roda Caja Rural C. F.).[6]
- Subcampeón de la Segunda Regional de Castilla-La Mancha (1): 1996-97 (Grupo 2) (como Sporting La Roda).[7]

### Trofeos amistosos
- Trofeo Villa de La Roda (6): 1999, 2001, 2005, 2016, 2017 y 2020.[8]

### Palmarés de La Roda Club de Fútbol "B"
Campeonatos regionales
- Subcampeón de la Primera Regional de Castilla-La Mancha (1): 2012-13 (Grupo 1).[9]

## Equipo filial
El equipo filial, denominado La Roda Club de Fútbol "B", es el único equipo de la cantera. Juega en las categorías territoriales de Castilla-La Mancha, estando 25 temporadas en Segunda División Regional, 20 en Primera División Regional y 15 en Primera Autonómica Preferente.

## Jugadores y cuerpo técnico

### Entrenadores

#### Cronología de los entrenadores[10]
- 2010-2012: Antonio Cabezuelo "Rojo"
- 2012-2013: Eloy Jiménez
- 2013-2014: Alberto Jiménez Monteagudo
- 2013-2014: Pedro Sánchez de la Nieta
- 2014-2016: Mario Simón Matías
- 2016: José Carlos Mullor Mataix
- 2016-2017: Pato
- 2017-2018 Jesús Castellanos Garrido
- 2018-2019 José Luis Fuentes Lòpez
- 2019-2020 Sergio Rubio García[11]
- 2020-2021 José Vicente Ibáñez Valcárcel "Jovi[12]"